# فلیکس سوم
پاپ فلیکس سوم (به انگلیسی: Pope Felix III) یکی از پاپ‌های کلیسای کاتولیک رم بین سالهای ۴۸۳ تا ۴۹۲ میلادی بود .